# Senyoriu d'Irlanda
|  | Aquest article tracta sobre el Senyoriu d'Irlanda. Vegeu-ne altres significats a «Irlanda». |

El Senyoriu d'Irlanda fou un estat situat a l'oest d'Europa que ocupà l'illa d'Irlanda i que existí entre el segle xii i el segle xvi, moment en el qual passà a ser un domini personal del rei d'Anglaterra.
La seva àrea se situa al voltant de l'actual ciutat de Dublín, incloent poblacions com Cork, Limerick, Waterford i Wexford, així com els seus territoris circumdants.

## Orígens
Té els seus orígens en la decisió de Dermot MacMurrough, deposat rei de Leinster, de demanar ajuda al cavaller normand Richard de Clare per tal de recuperar el seu tron. El rei Enric II d'Anglaterra per tal de controlar aquest cavaller, el qual considerava com una amenaça, va envair l'illa.
Així mateix l'any 1155 el papa Adrià IV va autoritzar al rei anglès prendre possessió de l'illa mitjançant la publicació de la butlla papal Laudabiliter, i refermada posteriorment per Alexandre III, confirmant així Enric II com a "Lord" o "Senyor d'Irlanda".

## Progrés
El Senyoriu sofrí la invasió de l'escocès Edward Bruce, germà del rei Robert I d'Escòcia, entre els anys 1315 i 1318, una invasió que delmà molt l'economia de la zona. Així mateix, l'aparició de la pesta negra entre 1348 i 1350 comportà que la major part de la població es refugiés en una àrea molt petita al voltant de Dublín.
La rebel·lió iniciada al voltant de 1535 contra la dominació anglesa comportà la confiscació per part d'Enric VIII dels béns dels monestirs i la creació vers el 1540 d'un nou regne sobre la base de l'actual Parlament d'Irlanda. Així, gràcies a la signatura de l'Acta de la Corona d'Irlanda, que fou acceptada pel Parlament del Senyoriu, aquest rei es convertí en rei del nou territori, que passà a ser anomenat Regne d'Irlanda.

### Parlaments i Concilis (1318-1369)
| - 1310 Kilkenny - 1320 Dublín - 1324 Dublín - 1327 Dublín - 1328 Kilkenny - 1329 Dublín |  | - 1330 Kilkenny - 1331 Kilkenny - 1331 Dublín - 1341 Dublín - 1346 Kilkenny - 1350 Kilkenny |  | - 1351 Kilkenny - 1351 Dublín - 1353 Dublín - 1357 Kilkenny - 1359 Kilkenny - 1359 Waterford |  | - 1360 Kilkenny - 1366 Kilkenny - 1369 Dublín |  |

## Lords d'Irlanda (1171-1541)
- 1171-1189: Enric II d'Anglaterra
- 1185-1216: Joan sense Terra, rei d'Anglaterra des de 1199
- 1216-1272: Enric III d'Anglaterra
- 1272-1307: Eduard I d'Anglaterra
- 1307-1327: Eduard II d'Anglaterra
- 1327-1377: Eduard III d'Anglaterra
- 1377-1399: Ricard II d'Anglaterra
- 1399-1413: Enric IV d'Anglaterra
- 1413-1422: Enric V d'Anglaterra
- 1422-1461: Enric VI d'Anglaterra
- 1461-1483: Eduard IV d'Anglaterra
- 1483: Eduard V d'Anglaterra
- 1483-1485: Ricard III d'Anglaterra
- 1485-1509: Enric VII d'Anglaterra
- 1509-1541: Enric VIII d'Anglaterra